# بنجامين دبليو. هاريس
بنجامين دبليو. هاريس (بالإنجليزية: Benjamin W. Harris)‏ هو محامي وقاضي وسياسي أمريكي، ولد في 10 نوفمبر 1823 في الولايات المتحدة، وتوفي بنفس المكان في 7 فبراير 1907. حزبياً، نشط في الحزب الجمهوري. وقد انتخب عضو مجلس نواب ماساتشوستس وانتخب عضو مجلس النواب الأمريكي.